# هیستوریا آیروزولیمیتانا (روبرت راهب)
هیستوریا آیروزولیمیتانا (انگلیسی: Historia Hierosolymitana)اثر روبرت رنسی، راهب صومعه سن‌رمی، به زبان لاتین در باب نخستین جنگ صلیبی است. روبرت در زمان فعالیتش در آن صومعه به نگارش این اثر اهتمام نمود. اثر او در ۹ بخش شامل رخدادهایی از شورای کلرمون تا دهه ۱۱۲۰ است که آن را در بازهٔ زمانی ۱۱۰۷ تا ۱۱۲۰ به رشته تحربر درآورده است. بنا بر شواهد موجود در آغاز این وقایع‌نامه، وی از حاضرات در مجمع کلرمون درن وامبر ۱۰۹۵ بوده‌است.
دربارهٔ تاریخ دقیق این اثر ــ اینکه در سال ۱۱۰۷ به اتمام رسید یا میان سال‌های ۱۱۱۰ و ۱۱۱۸ ــ و نیز ربط و پیوند این وقایع‌نامه با دیگر منابع صلیبی، بین محققان معاصر اتفاق نظر وجود نداشته‌است. با این حال، ۹ بخش این اثر مشتمل بر گزارش وقایع سال‌های ۱۰۹۵ تا ۱۰۹۹ است و به توصیف اورشلیم، انطاکیه جنگ‌ها به‌وقوع پیوسته و همچنین اعمال فرماندهان اختصاص دارد:
- بخش نخست: گزارشی از شورای کلرمون به همراه نسخه‌ای از سخنرانی پاپ اوربان دوم و داستان پیتر زاهد و نقش وی در نخستین جنگ صلیبی؛
- بخش دوم: حرکت نیروهای صلیبی به سمت قسطنطنیه و شرح حوادث رخ‌داده در بیزانس؛
- بخش سوم: حرکت نیروها از قسطنطنیه به سمت انطاکیه؛
- بخش چهارم تا هفتم: محاصره انطاکیه و حوادث پس از آن؛
- بخش هشتم: حرکت نیروها به سمت اورششلیم و شرح وقایع رخ‌داده طی این حرکت؛
- بخش نهم: فتح اورشلیم و انتخاب گادفری بوین به عنوان مدافع مقبرهٔ مقدس تا نبرد اشکلون.